# Dürrröhrsdorf-Dittersbach
Dürrröhrsdorf-Dittersbach (phát âm tiếng Đức: [ˈdʏɐ̯ʁøːɐ̯sˌdɔɐ̯f ˈdɪtɐsˌbaχ]) là một đô thị thuộc bang Sachsen, Đức. Xã này thuộc huyện Sächsische Schweiz-Osterzgebirge, nằm gần Dresden, Pirna và Stolpen. Nó bao gồm các làng:
- Dobra
- Elbersfdorf
- Porschendorf
- Stürza
- Wilschdorf
- Wünschendorf